# OGLE-2016-BLG-1928
OGLE-2016-BLG-1928 ist ein Mikrolinsenereignis, bei dem wahrscheinlich ein extrasolarer Planet vor einem Stern erschien. Das Ereignis wurde am 18. Juni 2016 aufgenommen. Die Koordinaten des Ereignisses waren Rek 18h01m31s25 Dek 29°07′46′′2. Der Durchgang dauerte etwa 41,5 Minuten und stellte damit das bis dahin kürzeste bekannte vergleichbare Ereignis dar. Die Masse des Objekts ist unbekannt wegen der fehlenden Parallaxe, aber würde sich zwischen 0,3 Erdmassen und zwei Erdmassen bewegen, je nach Annahme, ob das Objekt sich in der Scheibe oder im Bulge der Milchstraße befindet. Jedoch sind in der Himmelsrichtung wenig Sterne beobachtet worden, welche sich im Bulge befinden, und somit wird angenommen, es handelt sich um ein Objekt in der Scheibe. Damit ist die Wahrscheinlichkeit höher, dass das Objekt eine kleinere Masse hat als die Erde. Sollte sich diese geringe Masse bestätigen, wäre es das massenärmste Objekt außerhalb des Sonnensystems, welches man bis dahin beobachtet hat. Es wird als unwahrscheinlich angesehen, dass dieses Objekt bei dem Durchgang an einen Stern gebunden ist.